# Alferce
Alferce es una freguesia portuguesa del concelho de Monchique, con 95,31 km² de superficie y 512 habitantes (2001). Su densidad de población es de 5,4 hab/km².